# Nadia Sollogoub
Pour les articles homonymes, voir Sollogoub.
Nadia Sollogoub-Thollenaz, née le 9 novembre 1961, est une femme politique française. Elle est élue maire de Neuvy-sur-Loire en 2008, puis sénatrice de la Nièvre en 2017.

## Biographie
Nadia Sollogoub est élue maire de Neuvy-sur-Loire en 2008 et exerce la fonction de vice-présidente de la communauté de communes Loire et Nohain à partir de mai 2014. Elle est également la suppléante de Pascale de Mauraige, conseillère départementale du canton de Pouilly-sur-Loire depuis mars 2015.
Elle est élue sénatrice de la Nièvre lors des élections sénatoriales de septembre 2017, sous l'étiquette divers droite,. Bénéficiant du maintien au second tour des deux candidats de La République en marche, son élection crée la surprise. Elle devient la première nivernaise élue avec une étiquette de droite à entrer au Sénat sous la Cinquième République.
Réélue en 2023 dès le premier tour avec plus de 60 % des voix, elle est reconduite à la tête du groupe interparlementaire d'amitié France-Ukraine du Sénat, qu'elle préside depuis 2020.
À la suite de l'invasion russe de l'Ukraine, elle conduit, le 23 mars 2022 une délégation de sénateurs à l'ambassade de Russie, afin de remettre à l'ambassadeur un texte demandant à la Russie le respect du droit international et  l'ouverture de couloirs humanitaires pour les populations civiles ukrainiennes. Elle encourage les jumelages entre communes françaises et ukrainiennes et reçoit au Sénat plusieurs délégations parlementaires de la Rada ukrainienne, dont l'une est conduite par son homologue Liudmyla Buimister, co-présidente du groupe Ukraine-France. Elle parraine également plusieurs éditions du prix Nathalie Pasternak, qui met à l'honneur des personnalités françaises qui contribuent au renforcement des liens entre la France et l'Ukraine. Présidente de l'association Fraternité Nièvre Ukraine (AFNU), elle contribue à collecter et acheminer du matériel médical et paramédical en Ukraine.
En 2025, elle est à l'origine d'une proposition de loi adoptée par le Sénat le 14 mai, améliorant le dispositif de protection temporaire dont bénéficient les Ukrainiens installés en France.
Membre de la commission des affaires sociales du Sénat depuis 2023, elle est également co-rapporteure de la mission d'information sur les politiques de prévention en santé.